# Vizári
Vizári ou Vyzári, en grec moderne : Βιζάρι ou Βυζάρι, est un village du dème d'Amári, dans le district régional de Réthymnon de la Crète, en Grèce. Selon le recensement de 2011, la population de Vizári compte 89 habitants.
Le village est situé à une distance de 37,5 km de Réthymnon, à une altitude de 360 mètres, dans une vallée connue sous le nom d'Asomathianós Kámpos.

## Recensements de la population
| Recensements | 1900 | 1920 | 1928 | 1940 | 1951 | 1961 | 1971 | 1981 | 1991 | 2001 | 2011 |
| ------------ | ---- | ---- | ---- | ---- | ---- | ---- | ---- | ---- | ---- | ---- | ---- |
| Population   | 236  | 237  | 221  | 233  | 221  | 202  | 132  | 116  | 111  | 88   | 89   |

## Source de la traduction
- (el) Cet article est partiellement ou en totalité issu de l’article de Wikipédia en grec moderne intitulé « Βιζάρι Ρεθύμνης » (voir la liste des auteurs).